# Детройт Джуніор
Детро́йт Джу́ніор (англ. Detroit Junior), справжнє ім'я Е́мері Ві́льямс-молодший (англ. Emery Williams, Jr.; нар. 26 жовтня 1931, Гейнс, Арканзас — пом. 9 серпня 2005, Чикаго, Іллінойс) — американський блюзовий піаніст, співак і автор пісень.

## Біографія
Народився 26 жовтня 1931 року в Гейнсі (округ Лі), штат Арканзас. Його родина переїхала у Мемфіс, потім у Пулараскі (Іллінойс) і зрештою опинилась у Флінті (Мічиган), де Вільямс жив зі своєю бабусею. Саме там навчився грати на клавішних, на органі своєї бабусі (салонному інструменті, який був частково органом, частково фортепіано). Працював на автомобільній фабриці й грав на фортепіано у місцевих клубах та джук-джойнтах. У віці 19 років очолив власний гурт the Blues Chaps. Упродовж трьох років він був штатним гуртом у клубі The Circle Club в Детройті, де акомпанували музикантам, що приїздили на гастролі, серед яких Роско Гордон, Едді Бойд, Джон Лі Гукер і Еймос Мілберн.
У 1955 році саме Едді Бойд забрав з собою Джуніора у Чикаго, де сподівався, що студія Chess Records підпише з ним контракт. Втім контракт з Chess йому отримати не вдалося, тоді ж познайомився з одним з провідних саксофоністів міста Джей-Ті Брауном. Разом вони виступали у клубі Club 99, а пізніше у легендарному Squeeze Club. Грав у дуеті з губним гармоністом Літтлом Мек Сіммонсом, з яким стали штатним колективом у клубі Cadillac Baby в районі Саут-сайд. На то час клуб Cadillac володів власним лейблом Bea & Baby, на якому у 1961 році Детройт записав свій перший сингл «Money Tree» (з «So Unhappy» на стороні В). На той час мав сценічне ім'я Літтл Джуніор Вільямс, однак коли Cadillac написали на платівці «Детройт Джуніор» і запис став місцевим хітом, погодився залишити собі це прізвисько.
Chess Records підписали з Джуніром контракт, випустивши «Too Poor»/«You Mean Everything to Me» (1960), однак його записи не продавались. Потім записувався на лейблах Foxy, CL і Palos перед тим, як у 1965 році записав хіт «Call My Job» на U.S.A (з «The Way I Feel» на стороні В). У 1960-х грав з Меком Сіммонсом, Едді Тейлором, Семом Леєм і Джонні Твістом. З 1968 року гастролював з Гауліном Вульфом, виступаючи в аудиторіях коледжів і клубі «Flamingo». У 1972 році вийшов альбом під назвою Chicago Urban Blues на лейблі Blues on Blues. Після смерті Вульфа у 1976 році, Джуніор приєднався до гурту The Wolf Gang, який очолював саксофоніст Едді Шоу.
У 1980 році Alligator Records включили декілька композицій Вільямса в альбом-компіляцію Living Chicago Blues. 1995 року вийшов Turn Up the Heat на лейблі Blue Suit Records, за яким вийшли ще два альбоми на цьому лейблі, Take Out the Time (1997) і Live at the Toledo Museum of Art (2004). Ще один альбом Джуніора, Blues on the Internet, вийшов у 2004 році на лейблі Delmark Records. Хворів на діабет, внаслідок чого втратив ногу.
Помер 9 серпня 2005 року у віці 73 років у себе вдома в Чикаго (Іллінойс).

## Дискографія

### Альбоми
- Chicago Urban Blues (Blues On Blues, 1972)
- Living Chicago Blues, Vol. 4 (Alligator, 1980)
- Turn Up the Heat (Blue Suit, 1995)
- Take Out the Time (Blue Suit, 1997)
- Live at the Toledo Museum of Art (Blue Suit, 2004)
- Blues On the Internet (Delmark, 2004)

### Сингли
- «Money Tree»/«So Unhappy (So Unkind)» (Bea & Baby, 1960)
- «Too Poor»/«You Mean Everything to Me» (Chess, 1960)
- «It's Bad to Make a Woman Mad»/«Talk Fast» (U.S.A., 1965)
- «The Way I Feel»/«Call My Job» (U.S.A., 1965)
- «Come On In»/«All Through With Love» (U.S.A., 1966)